# Коменда
Коменда (словен. Komenda) је насеље и управно средиште истоимене општине Коменда, која припада Средњесловенска регија у Републици Словенији.
По попису становништва из 2011. г. насеље Коменда имало је 881 становника.